# Erdbeermond

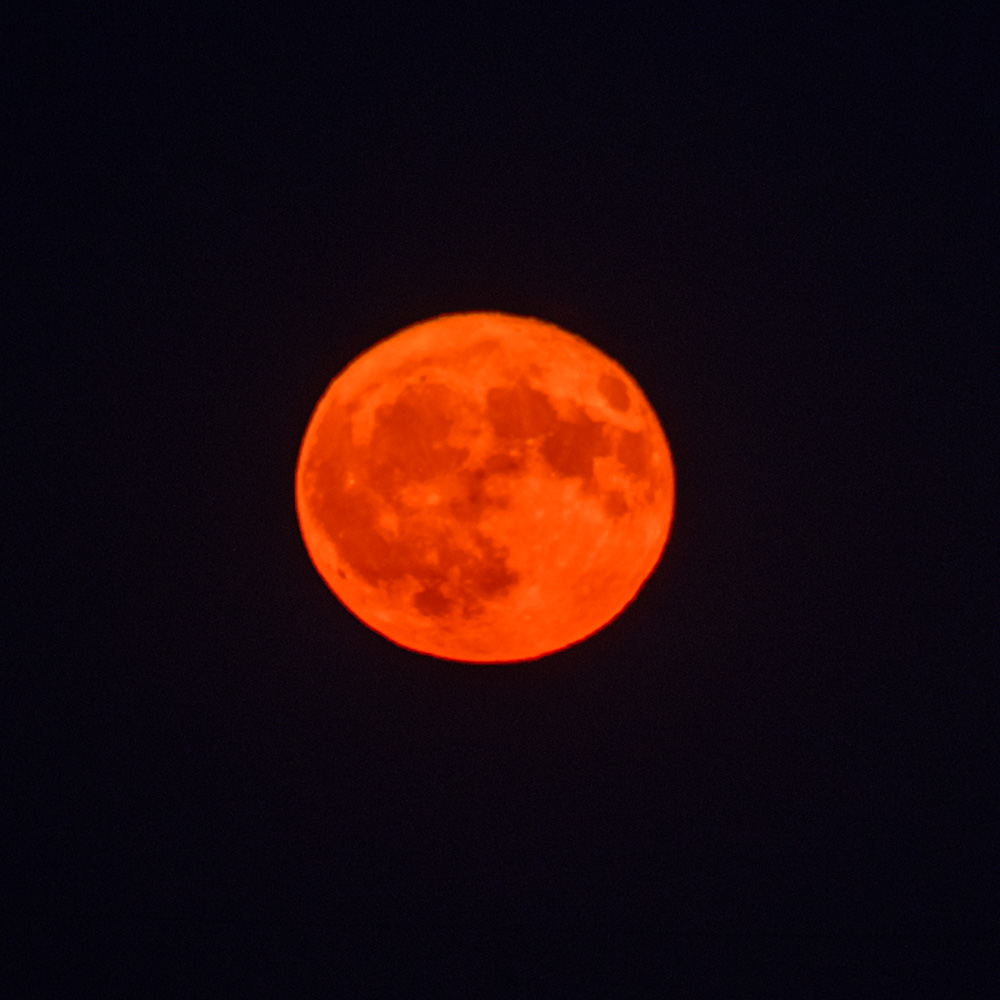
Erdbeermond 2025

Erdbeermond (englisch Strawberry Moon) ist ein landläufiger Ausdruck für einen Vollmond im Juni. Mediale Aufmerksamkeit erlangte die Bezeichnung im Juni 2016, da in den USA und im Vereinigten Königreich der astronomische Sommerbeginn und der Juni-Vollmond am selben Tag stattfanden.

## Wortherkunft und Geschichte
Amerikanische Ureinwohner verwendeten keinen der heute gebräuchlichen Kalender, um den Verlauf des Jahres zu verfolgen. Stattdessen orientierten sie sich an den Jahreszeiten und Mondphasen. Der Stamm der Algonquin verwendete dabei den Begriff „Erdbeermond“, da zu dieser Zeit die Erdbeeren reif wurden und deren Ernte einsetzte. In Europa sind auch die Bezeichnungen „Rosenmond“ oder „Honigmond“ verbreitet.
Jeder Vollmond im Juni wird als Erdbeer- oder Rosenmond bezeichnet. Eine Rotfärbung des Mondes muss dabei aber nicht vorhanden sein. Eine Rot- oder Orangefärbung des Mondes hängt davon ab, wie tief der Mond über dem Horizont steht; durch den langen Weg des Lichts durch die Atmosphäre werden kurzwellige (blaue) Anteile heraus  gestreut und das Licht erscheint orange/rötlich.

## Erdbeermond 2016
Aufmerksamkeit erhielt die Bezeichnung Erdbeermond im Juni 2016. In diesem Jahr lagen die Sommersonnenwende und der Juni-Vollmond zeitlich nahe beieinander und in den USA und Großbritannien fanden sie am gleichen Tag statt. Viele englischsprachige Medien berichteten deshalb über den Erdbeermond.
Fälschlicherweise wurde auch in Deutschland verbreitet, dass die beiden Ereignisse dort ebenfalls am selben Tag stattfänden. Aufgrund der Zeitverschiebung ist diese Aussage inkorrekt, da der astronomische Sommerbeginn zwar am 20. Juni um 23:34 in Großbritannien gültiger westeuropäischer Sommerzeit war, aber erst am 21. Juni um 00:34 mitteleuropäischer Sommerzeit. Formal wurde der Vollmond bereits am 20. Juni 2016 um 13:04 MESZ erreicht. und somit am Abend des 20. Juni am Horizont sichtbar. Das nächste Zusammentreffen beider Ereignisse nach Mitteleuropäischer Zeit wird im Jahr 2062 stattfinden.

## Tiefststand
Alle 18 Jahre steht der Vollmond besonders tief. Nach dem 11. Juni 2025 wird dies erst wieder im Jahr 2043 der Fall sein.

## Verwendung in der Popkultur
Die Begriffe „Erdbeermond“ (beziehungsweise Strawberry Moon) oder „Rosenmond“ finden in der Popkultur häufig Verwendung. Ein 1987 veröffentlichtes Jazz-Album von Grover Washington, Jr. trägt den Titel Strawberry Moon. Vor allem in der Literatur werden die Begriffe oft eingesetzt. Es wurden Bücher unter dem Titel Strawberry Moon von Becky Citra und Karen English veröffentlicht. Marian Keyes’ Buch Anybody Out There? trägt den deutschen Titel Erdbeermond. Rosenmond sind Bücher von Haro Frank und Mella Dumont. Karl-Heinz Biermanns veröffentlichte Im Zeichen des Rosenmonds.
Der türkische weibliche Vorname Gülay bedeutet übersetzt „Rosenmond“ oder „Monat, in dem die Rosen blühen“.
Der deutsche Dichter Paul Schurr gab 1995 dem „Erdbeermond“ eine zentrale Rolle in seinem Gedicht „Hommage an Van Gogh“.